# Imitation of Life (1934)
Imitation of Life (bra: Imitação da Vida; prt: Espelho da Vida) é um filme estadunidense de 1934, do gênero drama romântico, dirigido por John M. Stahl, estrelado por Claudette Colbert, e co-estrelado por Warren William, Louise Beavers, Rochelle Hudson, Ned Sparks, Henry Armetta e Fredi Washington. O roteiro de William J. Hurlbut foi baseado no romance homônimo de 1933, de Fannie Hurst.
O filme foi originalmente lançado pela Universal Pictures em 1934, mas foi relançado em 1936. A história foi refilmada em 1959 como uma produção homônima, dirigida por Douglas Sirk, e estrelada por Lana Turner, Juanita Moore e John Gavin.
A produção, ultrassentimental e datada, concentra-se no essencial do romance de Hurst, ao conjugar racismo, autoimposto sacrifício e amor materno.
Em 2005, "Imitation of Life" foi selecionado para preservação no National Film Registry, seleção filmográfica da Biblioteca do Congresso dos Estados Unidos, como sendo "culturalmente, historicamente ou esteticamente significativo". Em 2007, a produção foi nomeada pela Time como um dos "25 filmes mais importantes sobre raça", como parte da celebração do Mês da História Negra da revista.

## Sinopse
Beatrice "Bea" Pullman (Claudette Colbert), branca e viúva, contrata a mulher negra Delilah Johnson (Louise Beavers) para trabalhar como empregada doméstica em sua casa. Elas acabam por montar um negócio juntas e, graças à receita de panquecas de Delilah, ficam ricas depois de dez anos. Entretanto, Bea arranja problemas com sua filha Jessie (Rochelle Hudson) quando as duas começam a disputar o coração do mesmo homem – Stephen "Steve" Archer (Warren William). Já os problemas de Delilah são outros: não bastasse toda a discriminação de que é vítima, ainda tem de se entender com a filha Peola (Fredi Washington), que não tolera a cor de sua pele e procura passar-se por uma mulher branca.

## Elenco
- Claudette Colbert como Beatrice "Bea" Pullman
- Warren William como Stephen "Steve" Archer
- Louise Beavers como Delilah Johnson
- Rochelle Hudson como Jessie Pullman (aos 18 anos)
- Ned Sparks como Elmer Smith
- Henry Armetta como Pintor
- Fredi Washington como Peola Johnson (aos 19 anos)
- Dorothy Black como Peola Johnson (aos 9 anos)
- Marilyn Knowlden como Jessie Pullman (aos 8 anos)
- Juanita Quigley como Jessie Pullman (aos 3 anos)
- Alan Hale como Martin, o homem dos móveis
- Wyndham Standing como Jarvis, o mordomo de Beatrice
- Alma Tell como Sra. Craven (não-creditada)
- Franklin Pangborn como Sr. Craven (não-creditado)

Notas do elenco:
- A atriz-mirim Jane Withers teve um pequeno papel como uma colega de classe de Peola, em sua quinta aparição cinematográfica.
- Clarence Wilson aparece em um papel não-creditado como o proprietário do restaurante que Bea aluga.

## Produção
A inspiração de Fannie Hurst para escrever seu romance "Imitation of Life" foi uma viagem ao Canadá que ela fez com sua amiga, a contista e folclorista negra Zora Neale Hurston. O título do romance era originalmente "Sugar House", mas foi alterado pouco antes de sua publicação. Molly Hiro, da Universidade de Portland, escreveu que o roteiro do filme "seguiu de perto" o enredo do romance original.
O roteiro, apesar de ter somente William J. Hurlbut creditado, recebeu a contribuição de outros oito escritores adicionais, entre eles Preston Sturges e Finley Peter Dunne.
A Universal conseguiu Warren William emprestado da Warner Bros. para o papel principal masculino, embora Paul Lukas tenha sido a primeira escolha. Os pais da criança que fazia o papel de Jessie aos 3 anos de idade mudaram seu nome de "Baby Jane" para "Juanita Quigley" durante a produção do filme. Claudette Colbert foi emprestada pela Paramount.
A Universal também teve dificuldade em receber a aprovação dos censores do Código de Produção para o roteiro original do filme. Joseph Breen se opôs aos elementos de miscigenação na história, o que "não apenas viola o Código de Produção, mas é muito perigoso do ponto de vista tanto da indústria quanto da política pública". Ele rejeitou o projeto, escrevendo: "O romance de Hurst que trata de uma garota parcialmente negra que quer se passar por branca viola a cláusula que cobre a miscigenação em espírito, se não de fato!" Os censores da Administração do Código de Produção (PCA) tiveram dificuldade em "negociar como os limites da diferença racial deveriam ser construídos cinematograficamente para serem vistos e acreditados na tela".
A preocupação deles era a personagem Peola, cuja miscigenação era representada por uma jovem considerada negra, mas com suficiente ascendência branca para se passar por uma pessoa branca e que deseja fazer isso. Susan Courtney afirmou que o PCA participou "da vontade contínua de Hollywood de refazer o desejo interracial, um fato histórico, já que isso sempre foi um tabu". Além disso, ela explicou o dilema imaginado pelos censores: "o PCA interpreta a pele clara de Peola e sua passabilidade como algo significante da 'miscigenação'. Ao fundir miscigenação e passabilidade desta forma, os censores tentam efetivamente estender a proibição do Código ao desejo através das fronteiras raciais de negros e brancos para incluir também uma proibição de identificação através dessas fronteiras".
Eles também se opuseram a certas palavras presentes no roteiro e a uma cena em que um jovem negro é quase linchado por se aproximar de uma mulher branca que ele estar flertando com ele. Breen continuou a se recusar a aprovar o roteiro até 17 de julho, quando o diretor já estava filmando o filme há duas semanas. Em última análise, o final do filme foi diferente do romance. Enquanto na história original Peola sai de sua cidade para nunca mais voltar, no filme ela retorna para casa e demonstra remorso. Uma cena declarada por Hiro como "virtualmente idêntica" foi usada na segunda adaptação cinematográfica.
"Imitation of Life" esteve em produção de 27 de junho a 11 de setembro de 1934, e foi lançado em 26 de novembro daquele ano.
Todas as versões do filme lançadas pela Universal após 1938, incluindo versões para TV, VHS e DVD, apresentam títulos refeitos no lugar dos originais. Faltando em todas essas impressões está um título com um breve prólogo, que foi incluído no lançamento original. Nele dizia:
"Atlantic City, em 1919, não era apenas um calçadão, cadeiras de rodas e hotéis caros onde casais de noivos passavam a lua de mel. A poucos quarteirões da alegria do famoso calçadão, cidadãos permanentes da cidade viviam, trabalhavam e criavam famílias exatamente como as pessoas em cidades menos glamorosas".
A cena em que Elmer aborda Bea com a ideia de vender a receita de panquecas de Delilah para clientes de varejo refere-se a uma lenda sobre as origens do sucesso da Coca-Cola. A cena ficou conhecida por fortalecer a lenda urbana sobre o segredo do sucesso da Coca-Cola – isto é, "engarrafá-la".

## Temas
Jeff Stafford, do Turner Classic Movies, observou que este filme "estava à frente de seu tempo ao apresentar mulheres solteiras como empreendedoras de sucesso em um negócio tradicionalmente administrado por homens".
Os temas do filme, aos olhos modernos, tratam de questões muito importantes – a passabilidade, o papel da cor da pele na comunidade negra e as tensões entre seus membros de pele clara e de pele escura, o papel de trabalhadores negros em famílias brancas, e carinho materno.
Algumas cenas parecem ter sido filmadas para destacar a injustiça fundamental da posição social de Delilah – por exemplo, enquanto morava na fabulosa mansão de Bea em Nova Iorque, Delilah descia escadas sombrias até o porão onde ficava seu quarto. Bea, vestida com as últimas tendências da moda, sobe as escadas até seu quarto, cujo luxo foi construído a partir do sucesso da receita de Delilah. Outras destacam as semelhanças entre as duas mães, que adoram as filhas e ficam tristes com suas ações irresponsáveis. Algumas cenas parecem zombar de Delilah, por sua suposta ignorância sobre seus interesses financeiros e sua disposição em desempenhar um papel coadjuvante, mesmo que as duas mulheres tenham construído juntas um negócio independente. Ao morrer e após sua morte – especialmente com a longa procissão retratando dignamente a comunidade negra – Delilah é tratada com grande respeito.
De acordo com Jean-Pierre Coursodon em sua resenha sobre John M. Stahl em "American Directors":
"Fredi Washington ... supostamente recebeu uma grande quantidade de cartas de jovens negros agradecendo-lhe por ter expressado tão bem suas preocupações e contradições íntimas. Pode-se acrescentar que o filme de Stahl foi um tanto único ao escalar uma atriz negra para esse tipo de papel – que se tornaria uma espécie de estereótipo em Hollywood".
Filmes posteriores que retrataram mulheres negras, incluindo a refilmagem homônima de 1959, muitas vezes escalaram mulheres brancas para esses papéis.

## Recepção
Após seu lançamento, a revista Variety observou: "[A] parte mais cativante da produção e que ofusca o romance convencional ... é a tragédia da filha de Delilah, nascida de pele branca e sangue negro. Este assunto nunca foi tratado na tela antes ... Parece muito provável que o filme ligeiramente contribua na promoção de maior tolerância e humanidade na questão racial". "A produção é roubada por uma mulher negra, Beavers, cuja atuação é magistral. Esta senhora sabe atuar. Ela abrange toda a gama de emoções humanas, da alegria à angústia, e nunca soa falsa".
A revista Literary Digest notou: "Em Imitation of Life, a tela é extremamente cuidadosa ao evitar seu tema mais dramático, obviamente por temer suas implicações sociais ... A verdadeira história [é] ... a da bela e rebelde filha da leal amiga negra ... Obviamente, ela é a pessoa mais interessante do elenco. Eles [os produtores] parecem gostar da mãe dela, porque ela é do tipo dócil dos negros à moda antiga, que, como dizem, 'conhecem o seu lugar', mas a filha é muito amarga e desprovida de resignação para eles".
Molly Hiro escreveu que o filme serviu "como um melodrama clássico" que usava um "modo melodramático" e por isso ganhou a reputação de que na cena final "todo mundo chora".
Jeff Stafford, do Turner Classic Movies, observando que "Imitation of Life é certamente uma das melhores performances [de Beavers] e deveria ter sido indicada ao Oscar", relembrou que, quando a produção foi lançada, "O colunista Jimmy Fiddler [sic] foi um dos muitos que se opuseram a esse descuido e escreveu: 'Lamento também o fato da indústria cinematográfica não ter deixado de lado o preconceito racial ao indicar atrizes. Não vejo como é possível ignorar a magnífica atuação da atriz negra Louise Beavers, que interpretou a mãe em Imitation of Life. Se a indústria decidir ignorar o desempenho da Srta. Beavers, por favor, deixe este repórter, nascido e criado no sul, oferecer um prêmio especial de elogios a Louise Beavers pelo melhor desempenho de 1934".
No Rotten Tomatoes, site agregador de críticas, o filme detém uma classificação média de 88%, baseada em 56 críticas. O consenso geral do site diz: "Imitation of Life nem sempre é sutil, mas mesmo que toque as cordas do coração, este melodrama socialmente consciente explora efetivamente os tabus raciais da era Jim Crow".

## Prêmios e homenagens
| Ano  | Cerimônia                        | Categoria                 | Indicado                                      | Resultado   |
| ---- | -------------------------------- | ------------------------- | --------------------------------------------- | ----------- |
| 1935 | Oscar                            | Melhor filme              | Carl Laemmle, Jr. (para a Universal Pictures) | Indicado    |
| 1935 | Oscar                            | Melhor diretor assistente | Scott R. Beal                                 | Indicado    |
| 1935 | Oscar                            | Melhor som                | Theodore Soderberg                            | Indicado    |
| 2005 | National Film Preservation Board | National Film Registry    | National Film Registry                        | Introduzido |